# William J. Evans (General)

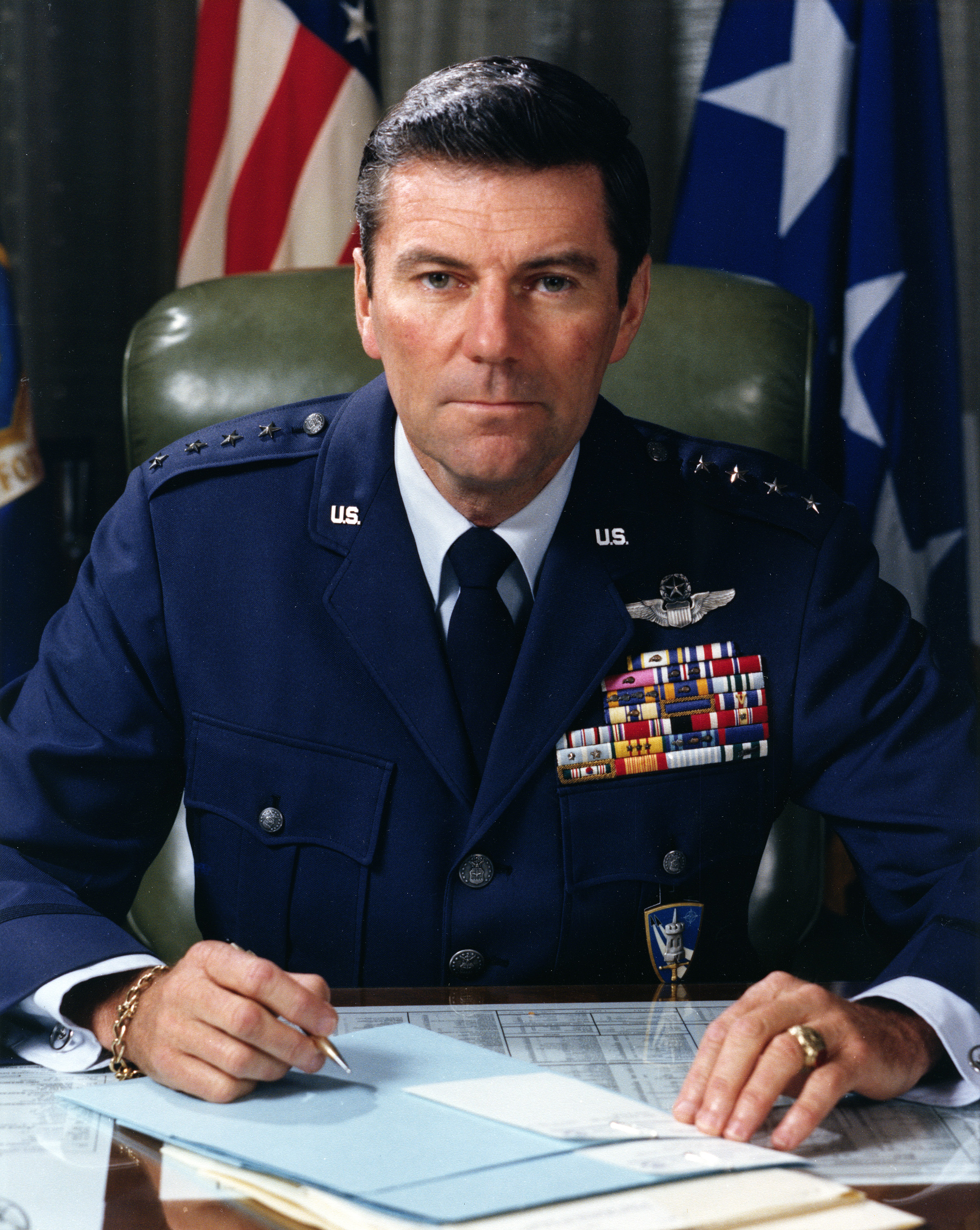
William J. Evans

William John Evans  (* 4. März 1924 in Norwich, Connecticut; † 12. Dezember 2000 in Scottsdale, Arizona) war ein General der United States Air Force. Er war unter anderem Kommandeur der United States Air Forces in Europe.

## Leben
William Evans besuchte die Schulen seiner Heimat und erhielt dann ein Stipendium von der Yale University. In den Jahren 1943 bis 1946 durchlief er die United States Military Academy in West Point. Nach seiner Graduation wurde er als Leutnant dem United States Army Air Corps zugeteilt. In der United States Air Force, in die er bei deren Gründung im Jahr 1947 übernommen wurde, durchlief er anschließend alle Offiziersränge vom Leutnant bis zum Vier-Sterne-General.
Im Lauf seiner militärischen Karriere absolvierte William Evans verschiedene Kurse und Schulungen. Dazu gehörten unter anderem eine Pilotenausbildung und das United States Army War College.
Er war zunächst an amerikanischen Standorten stationiert. Im Juni 1948 wurde er auf die damalige Itazuke Air Base in Japan verlegt, wo er dem 475. Geschwader (475th Air Base Wing) angehörte. In den Jahren 1950 und 1951 war Evans im Koreakrieg eingesetzt. Dort flog er unter anderem Aufklärungseinsätze (intelligence missions) für das Hauptquartier der 5. Luftflotte.
Nach seiner Rückkehr in die Vereinigten Staaten war Evans zwischen September 1951 und März 1952 Stabsoffizier beim Air Research and Development Command in Baltimore. Danach kommandierte er in Kalifornien die 434. Ausbildungsschwadron (434th Flying Training Squadron). In den Jahren 1954 bis 1959 nahm er einige Aufgaben als Stabsoffizier unter anderem beim Far East Command in Japan und beim Air Defense Command an. Zwischenzeitlich kommandierte er die 436. Taktische Kampfausbildungsschwadron (436th Tactical Fighter Training Squadron).
Zwischen August 1959 und Juni 1960 absolvierte William Evans das Army War College in Carlisle in Pennsylvania. Anschließend gehörte er bis 1964 der Fakultät des Armed Forces Staff Colleges an. Daran schloss sich eine Versetzung zur Wheelus Air Base im damaligen Königreich Libyen an. Dort war er Stabsoffizier für Operationen und später stellvertretender Kommandeur einer Ausbildungseinheit die der United States Air Forces in Europe unterstand.
Im Jahr 1966 meldete sich Evans freiwillig zum Einsatz im Vietnamkrieg, in dem er in den Jahren 1967 und 1968 eingesetzt wurde. Dort kommandierte das 31. Kampfgeschwader (31st Fighter Wing) und flog 278 Kampfeinsätze. Zwischen 1969 und 1975 bekleidete William Evans verschiedene Positionen als Stabsoffizier unter anderem beim Hauptquartier der Luftwaffe. Am 1. September 1975 wurde er zum Vier-Sterne-General befördert. Es folgte eine Versetzung zur Andrews Air Force Base in Maryland wo, er das Kommando über das Air Force Systems Command übernahm. Daran schloss sich eine Versetzung zur Ramstein Air Base an, wo er am 1. August 1977 als Nachfolger von Richard H. Ellis das Kommando über die United States Air Forces in Europe übernahm. Gleichzeitig erhielt er in Personalunion das Kommando über das ebenfalls auf der Ramstein Air Base ansässige Allied Air Command. Diese Ämter bekleidete er bis zum 1. August 1978, als John W. Pauly seine Nachfolge antrat. Anschließend schied er aus dem aktiven Militärdienst aus. Im Lauf seiner Militärzeit brachte er es auf 6200 Flugstunden auf verschiedenen Flugzeugtypen.
Über Evans’ Leben nach seiner Pensionierung gibt es in den Quellen keine Hinweise. Er starb am 12. Dezember 2000 in Arizona.

## Orden und Auszeichnungen
William Evans erhielt im Lauf seiner militärischen Laufbahn unter anderem folgende Auszeichnungen:
- Air Force Distinguished Service Medal
- Silver Star
- Legion of Merit
- Bronze Star Medal
- Distinguished Flying Cross
- Air Medal
- Joint Service Commendation Medal
- Air Force Commendation Medal
- Republic of Vietnam Commendation Medal (Südvietnam)
- Presidential Unit Citation (Süd-Korea)